# Le Cri des fourmis
Pour plus de détails, voir Fiche technique et Distribution.
Le Cri des fourmis (فریاد مورچه ها, Faryad moorcheha) est un film franco-iranien réalisé par Mohsen Makhmalbaf en 2006. Le film a été tourné en Inde avec des acteurs indiens.

## Synopsis
Elle est croyante (Mahnoor Shadzi), il est athée (Mahmoud Chokrolahi), ils sont iraniens et vont passer leur lune de miel en Inde. C'est un regard croisé sur l'Inde et ses philosophies et ses religions. Un enfant, oui mais pourquoi, pour qui ? Ils croisent aussi un occidental.

## Fiches techniques
- Scénariste, éditeur et réalisateur : Mohsen Makhmalbaf
- Assistant-réalisateur : Bharath K.S
- Producteur : Wild Bunch
- Durée : 85 minutes
- Année de production : 2006
- Pays :  France,  Iran,  Inde

## Distribution
- Mahmoud Chokrollahi
- Mahnour Shadzi
- Karl Maass
- Tenzin Chogyal